# Volo RUTACA Airlines 225
Il volo RUTACA Airlines 225 (5R225/RUC225) era un volo passeggeri turistico nazionale, operato da Rutaca Airlines, partito dall'aeroporto di Canaima e diretto all'Aeroporto Internazionale dei Caraibi Santiago Mariño, schiantatosi durante una sosta per il rifornimento all'aeroporto Tomás de Heres di Ciudad Bolívar, in Venezuela, il 25 gennaio 2001. L'aereo trasportava 24 occupati tra passeggeri e membri d'equipaggio. L'aereo, un Douglas DC-3, si schiantò in una baraccopoli poco dopo il decollo da Ciudad Bolívar, uccidendo tutti a bordo. Dei testimoni oculari hanno dichiarato che si era verificato un guasto al motore.

## Il volo
Il volo è decollato dall'Aeroporto di Canaima verso l'isola caraibica di Isla Margarita con uno scalo per il rifornimento a Ciudad Bolívar. L'aereo trasportava 20 passeggeri e 4 membri d'equipaggio.
Poco dopo il decollo dall'aeroporto Tomás de Heres, il DC-3 perse improvvisamente quota e l'equipaggio tentò di tornare all'aeroporto. I testimoni ricordano che un motore sembrava essere in fiamme. Il velivolo si è schiantato contro un grande albero esplodendo all'impatto con detriti che caddero sulla baraccopoli di Abobo. Una delle ali si è staccata cadendo sulle case. Tutti i 20 passeggeri e i 4 membri dell'equipaggio perdono la vita. Vengono subito inviati i vigili del fuoco e i vari servizi di soccorso. Almeno 3 persone rimangono ferite, identificate come una madre e due dei suoi figli, i cui corpi hanno riportato ustioni all'80%. Muore anche una persona a terra.

## L'aereo
L'aereo era un Douglas DC-3 prodotto nel 1943, inizialmente impiegato per l'USAF, registrato come NC68221. Fu poi venduto all'Aeronautica Militare Brasiliana, e rimase in servizio fino al 1975, quando fu venduto alla Rico Linhas Aéreas e ri-registrato come PT-KXR. Nel 1983 venne acquistato dalla RUTACA Airlines e gli cambiarono ulteriormente codice di immatricolazione in YV-224C.

## Passeggeri ed equipaggio
L'aereo trasportava 20 passeggeri e 4 membri dell'equipaggio. La maggior parte dei passeggeri a bordo erano turisti europei, secondo il servizio di soccorso aereo venezuelano. Dopo l'incidente il governo ha rilasciato un elenco delle nazionalità delle vittime a bordo. A bordo erano presenti cinque olandesi, quattro italiani, due ungheresi, due venezuelani e un austriaco. L'elenco ha anche confermato la presenza di tre americani e tre canadesi a bordo. Tutti e quattro i membri dell'equipaggio erano venezuelani.
Il pilota del volo è stato identificato come il comandante Ángel López e il copilota è stato identificato come il comandante Walter Manríquez. L'ingegnere del volo 225 è stato identificato come José Olivares.

## L'indagine
Un controllore del traffico aereo all'aeroporto ha affermato che il pilota dell'aereo aveva richiesto un ritorno alla base, ma non ha detto il motivo e non ha annunciato un'emergenza. Durante il tentativo, si è schiantato sulla baraccopoli. La gente del posto ha affermato che un motore dell'aereo era in fiamme, il che ha sollevato una questione sulle condizioni del motore. Secondo il fratello del comandante López, questi si era lamentato nelle ultime settimane di aver effettuato almeno quattro atterraggi di emergenza a causa di problemi al motore dell'aereo. Tuttavia, il presidente di RUTACA, Eugenio Molina, ha negato tali affermazioni, affermando che l'aereo aveva un record di sicurezza pulito da quando compagnia lo aveva utilizzato per la prima volta nel 1977, e che non si erano verificati recenti atterraggi forzati.
L'aereo non era dotato di alcun registratore di volo.
Questo incidente segna la fine dell'era del DC-3 in Venezuela, quando il giorno dopo l'INAC sospende le operazioni del DC-3 nel paese. Viene inoltre ordinato alla RUTACA Airlines di sospendere le sue operazioni mentre le autorità eseguivano una rigorosa ispezione di tutte le sue attrezzature e del personale, con un ritardo di diverse settimane dopo. Vicino al luogo dell'incidente, fu eretto un monumento in onore delle vittime, eretto per ordine del Governo dello Stato di Bolívar nel 2005.